# سیارک ۸۸۲

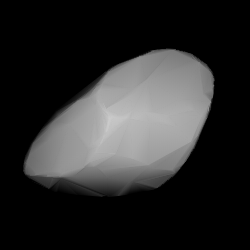
مدل سه‌بُعدی سیارک ۸۸۲ بر اساس منحنی نور آن

سیارک ۸۸۲ (به انگلیسی: 882 Swetlana، نامگذاری:1917CM) هشتصد و هشتاد و دومین سیارک کشف شده‌است که در ۱۵ اوت ۱۹۱۷ و در رصدخانه سایمیز کشف شد.
قدر مطلق سیارک برابر ۱۰٫۵۰ است.